# Disaster: Day of Crisis
Disaster: Day of Crisis (ディザスター デイ オブ クライシス?) è un videogioco del 2008 sviluppato da Monolith Soft e pubblicato da Nintendo per Wii. Ambientato negli Stati Uniti d'America, l'ex marine Raymond Bryce deve impedire ad un gruppo terroristico di ricorrere ad un ordigno nucleare, affrontando una serie di catastrofi naturali.

## Trama
Il protagonista del gioco, Raymond Bryce, fa parte di una squadra di salvataggio in missione per salvare delle persone bloccate in un vulcano. Durante questa missione un’improvvisa eruzione susseguita da un terremoto mette in posizione critica il protagonista e il suo collega Steve Hewit. I due soci ex compagni di scuole superiori si ritrovano di fronte una forra con della lava che scorre ma Steve, sebbene Raymond provi a salvarlo, lascia la presa dicendo al suo amico che è impossibile salvare tutti. Poco prima della sua morte Steve lascia la sua bussola porta fortuna a Raymond, questo oggetto risulterà chiave nella storia in quanto è stato consegnato a Steve da sua sorella Lisa Hewit.

## Modalità di gioco
Disaster è un gioco basato interamente sull'utilizzo del Wiimote controller e sul Nunchuk: con la pulsantiera del telecomando è possibile saltare sparare e aprire i vari menù di gioco mentre con i comandi del nunchuk è possibile muoversi ripararsi dietro strutture e resettare la videocamera. Nel videogioco si può dire che esistano due "modalità" per giocare, quella libera in cui il giocatore ha il pieno controllo del personaggio e può esplorare ciò che trova nei dintorni e la modalità combattimento dove tramite il puntatore il giocatore può puntare i nemici e sparare tramite le armi a lui in possesso con il tasto B del Wiimote.